# 延命寺 (我孫子市)
延命寺（えんめいじ）は、千葉県我孫子市にある真言宗豊山派の寺院。

## 概略と沿革
1593年（文禄2年）、忠変僧都によって開山された。
度々、火災で伽藍が焼失するなどしたが、1783年（天明3年）の再建時に虚空蔵菩薩と薬師如来の二像を置き、「眼病治癒の仏様」として信仰を集めるようになった。
明治時代からは、売薬業に乗り出した。戦前までに目薬を始め様々な薬を販売した。当時の住職が「俊雄」であったことから、薬品名は目薬「俊雄水」、発汗解熱剤「シュンユウ散」などであった。現在の本堂は売薬の収益金も充てて再建した。

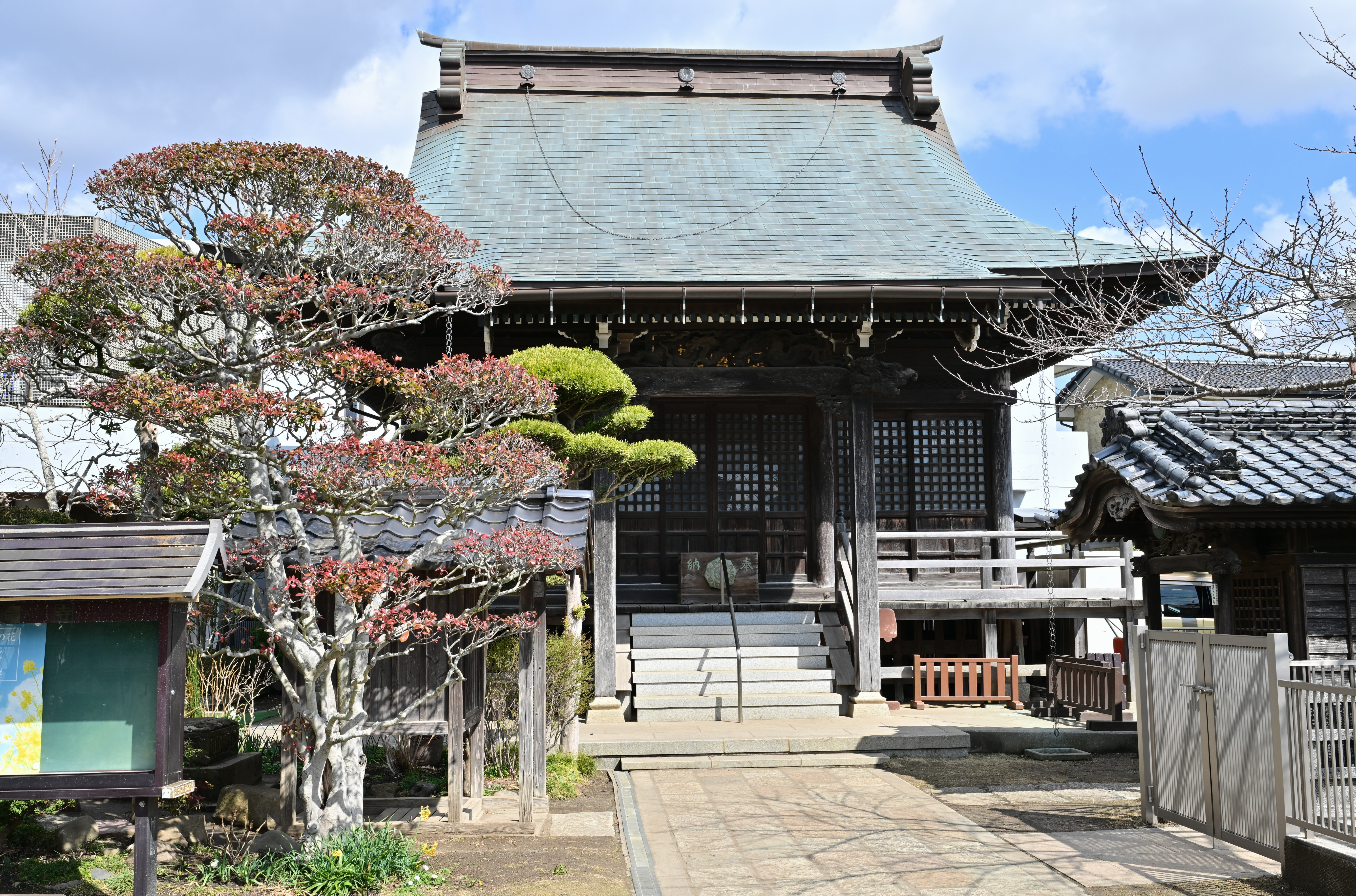
虚空蔵堂
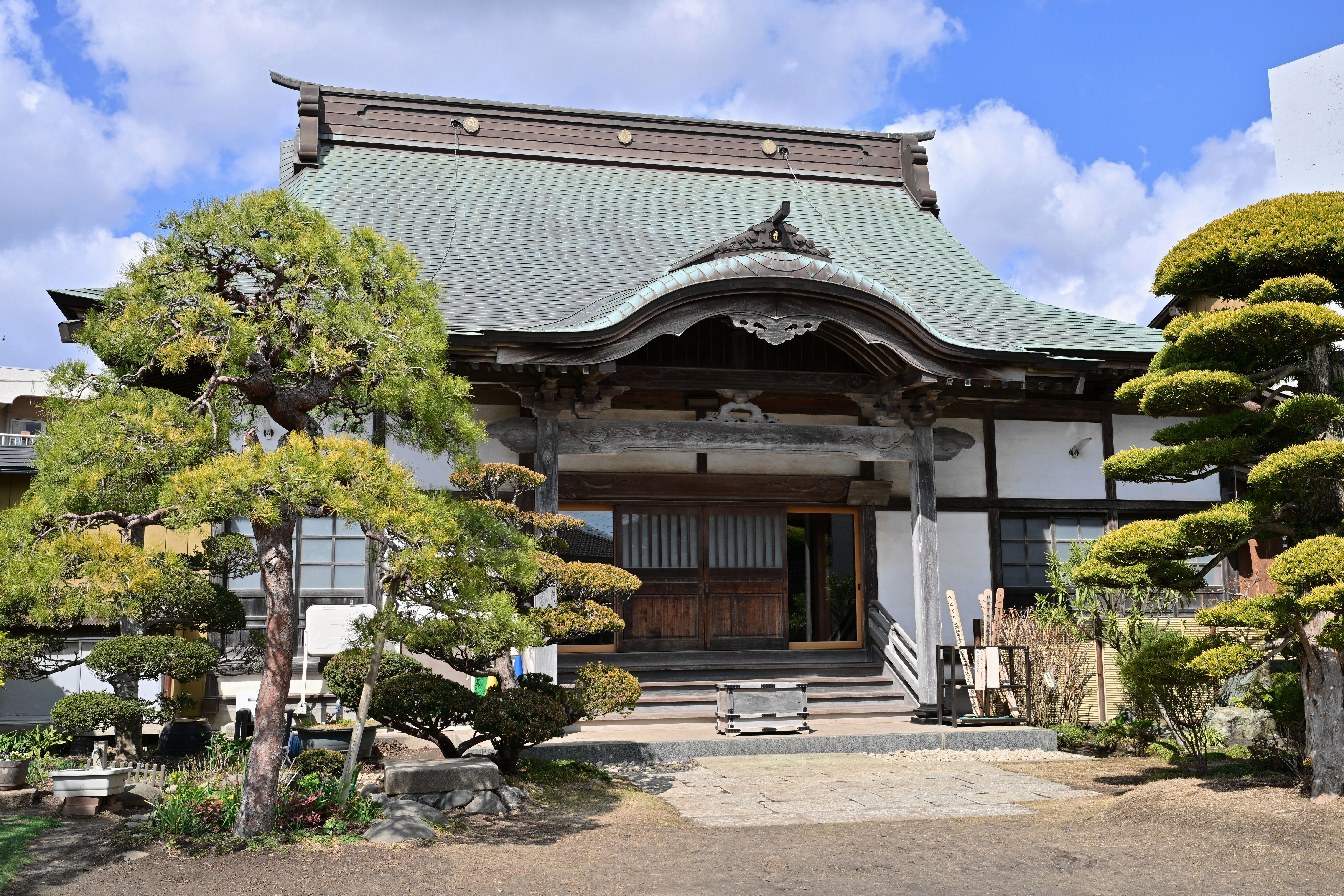
本堂
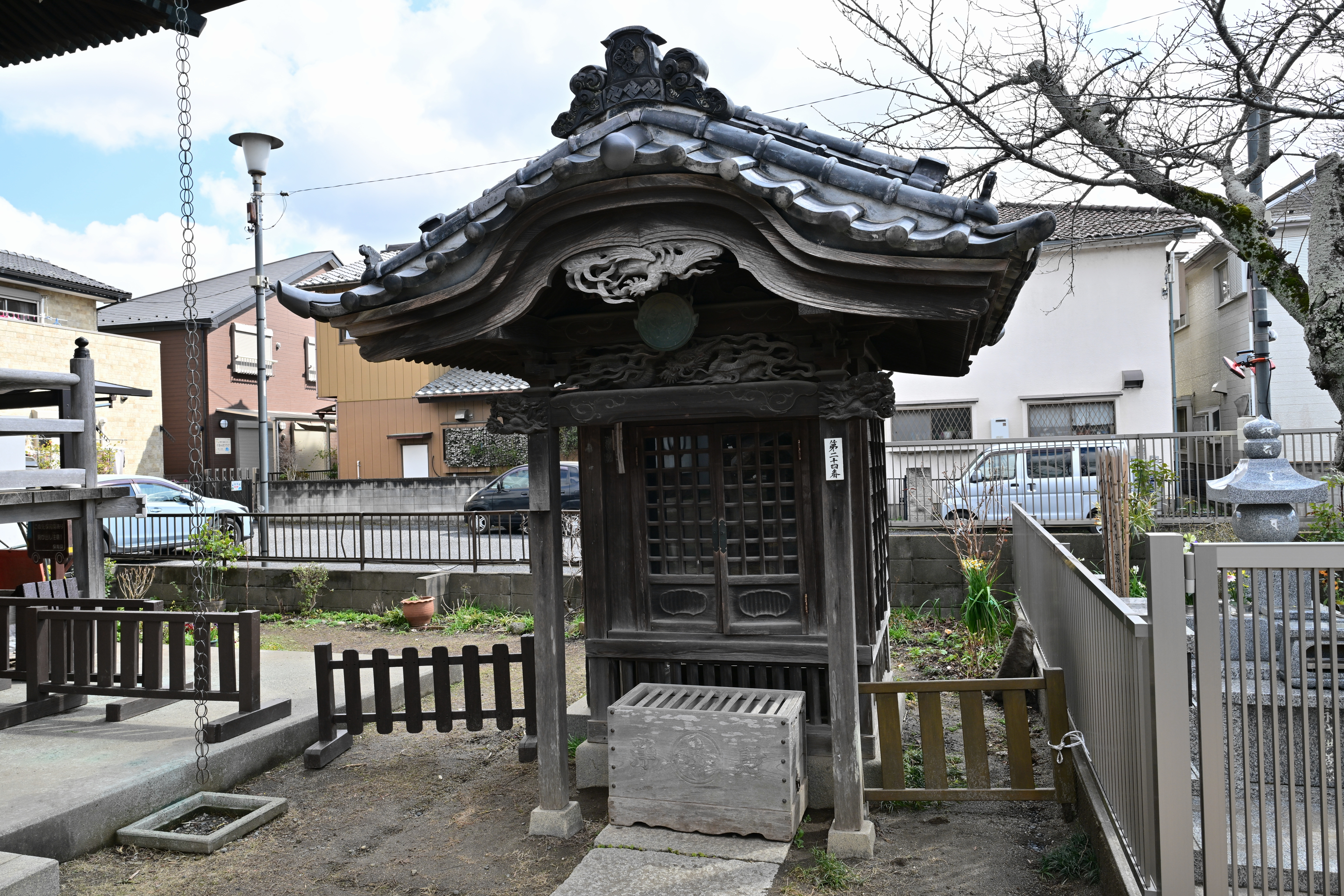
大師堂

## 交通アクセス
- JR東日本成田線布佐駅より徒歩8分。